# Szkoła kopenhaska (stosunki międzynarodowe)
Szkoła kopenhaska w stosunkach międzynarodowych – wpływowy, wszechstronny i rygorystyczny sposób na dochodzenie do wiedzy o bezpieczeństwie i stosunkach międzynarodowych. Pierwszy raz nazwy użył w 1994 r. Bill McSweeney w recenzji prac zespołu pracującego pod kierunkiem Barry’ego Buzana w ośrodku badawczym w Kopenhadze.
Szkoła kopenhaska czerpie swoje źródło praktycznie ze wszystkich poprzednich wizji teoretycznych: realizmu, idealizmu, badań nad pokojem i konfliktami oraz propozycji inspirowanych krytyką wcześniejszych dokonań. 
Składa się z trzech segmentów:

## Analiza sektorowa
Polega na teoretycznym podzieleniu badań nad bezpieczeństwem oraz stosunkami międzynarodowymi na sektory: wojskowy, polityczny, gospodarczy, ekologiczny i społeczny. Głównym powodem takiego ujęcia problemu bezpieczeństwa było odejście od dominującej interpretacji sektorów (dziedzin bezpieczeństwa, sfer, rodzajów stosunków międzynarodowych itp.) jako źródeł zagrożeń i potraktowanie ich jako obiektów albo „celów” zagrożenia.

## Teoria kompleksów bezpieczeństwa
Twórcy szkoły kopenhaskiej, przekonywali, że nie można być bezpiecznym dla samego siebie. Należy natomiast rozważać temat bezpieczeństwa i przewidywać rozwój wydarzeń na poziomie subsytenowym (regionalnym), a nie jednostkowym. Oznacza to, że na pojęcie kompleksu składa się nie tylko zbiór państw, ale również zachodzące między nimi relacje 
i współzależności polityczne, ekonomiczne, kulturowe i historyczne. Przedstawiony w ten sposób kompleks bezpieczeństwa stał się narzędziem analitycznym, umożliwiającym:
- wydzielenie empirycznych kompleksów w zbiorowości międzynarodowej.
- połączenie metody indukcyjnej i dedukcyjnej w badaniach nad bezpieczeństwem
- zachowanie równowagi między tzw. perspektywą integratywną a agregatywną
- uwydatnienie roli, jaką w badaniach nad bezpieczeństwem odgrywają czynniki związane ze świadomością społeczną.

Teoria kompleksów bezpieczeństwa, pełni trzy funkcje:
- eksplanacyjną – odkrywczą, odpowiadającą na pytanie: „dlaczego kompleksy są w stanie wpływać na zachowania i reakcje innych poszczególnych państw?”
- normatywną – nadzorującą zgodność z teorią oraz wyodrębnianie zewnętrznej ingerencji w funkcjonowanie kompleksu.
- predyktywną – przewidującą prawdopodobne przekształcenia danego kompleksu oraz określają przekrój dostępnych możliwości: od statusu quo, przez zmiany struktury nie prowadzące do zmiany granic kompleksu, aż do rozpadu kompleksu, gdzie jego wewnętrzna dynamika zostaje podporządkowana działaniom jednego lub więcej zewnętrznych mocarstw.

## Koncepcja sekurytyzacji
Polega na upublicznieniu danego problemu jako zagrażającego przetrwaniu, 
a zatem  nienegocjowalnemu i uzasadniającego zastosowanie środków nadzwyczajnych w celu jego rozwiązania. Przedstawia kwestię obrony różnych obiektów poprzez zastosowanie środków wykraczających poza rutynowe, specyficzne dla danej sfery działalności. Wykrycie nowego zagrożenia nie oznacza automatycznego podjęcia działań zaradczych. Według koncepcji sekurytyzacji, następnym logicznych krokiem jest wyznaczenie obiektu odniesienia oraz kompetentnego przywódcy, który wskaże egzystencjalne zagrożenia dla danego obiektu. Takie ujęcie tematu bezpieczeństwa, stwarza podstawę do dyskusji na temat różnorodnej pod względem osobowościowym, sytuacyjnym oraz kulturowym percepcji zagrożeń oraz odmiennej roli odgrywanej przez lidera sekurytyzacji.